# WNBA Draft
WNBA Draft – coroczny proces mający na celu nabór nowych zawodniczek do zespołów ligi WNBA. Wszystkie zawodniczki biorące udział w drafcie muszą ukończyć 22 lata, by mogły wcześniej ukończyć nauczanie w szkole wyższej.
W 1998 roku z pierwszym wyborem w drafcie została wybrana Polka - Małgorzata Dydek.

## Struktura draftu
WNBA Draft składa się z 3 rund, w których każda z drużyn (o ile nie doszło do żadnych wymian) wybiera jedną zawodniczkę. Najwyższe wybory z reguły otrzymują zespoły, które w minionym sezonie miały najgorszy bilans zwycięstw, w celu wyrównania rozkładu sił w lidze.
Struktura draftu na przełomie lat zmieniała się kilkukrotnie. Na początku składał się on z aż 4 rund, by następnie przekształcić się w obecną formę.

## Numery jeden w drafcie
| Draft      | Zespół                                      | Zawodniczka        | College/szkoła średnia/zespół |
| ---------- | ------------------------------------------- | ------------------ | ----------------------------- |
| 1997 elite | Utah Starzz                                 | Dena Head          | Tennessee                     |
| 1997       | Houston Comets                              | Tina Thompson      | USC                           |
| 1998       | Utah Starzz                                 | Małgorzata Dydek   | Polska                        |
| 1999       | Washington Mystics                          | Chamique Holdsclaw | Tennessee                     |
| 2000       | Cleveland Rockers                           | Ann Wauters        | Belgia                        |
| 2001       | Seattle Storm                               | Lauren Jackson     | Canberra Capitals             |
| 2002       | Seattle Storm                               | Sue Bird           | UConn                         |
| 2003       | Cleveland Rockers                           | LaToya Thomas      | Mississippi State             |
| 2004       | Phoenix Mercury                             | Diana Taurasi      | UConn                         |
| 2005       | Charlotte Sting                             | Janel McCarville   | Minnesota                     |
| 2006       | Minnesota Lynx                              | Seimone Augustus   | LSU                           |
| 2007       | Phoenix Mercury (wymiana do Minnesota Lynx) | Lindsey Harding    | Duke                          |
| 2008       | Los Angeles Sparks                          | Candace Parker     | Tennessee                     |
| 2009       | Atlanta Dream                               | Angel McCoughtry   | Louisville                    |
| 2010       | Connecticut Sun                             | Tina Charles       | UConn                         |
| 2011       | Minnesota Lynx                              | Maya Moore         | UConn                         |
| 2012       | Los Angeles Sparks                          | Nneka Ogwumike     | Stanford                      |
| 2013       | Phoenix Mercury                             | Brittney Griner    | Baylor                        |
| 2014       | Connecticut Sun                             | Chiney Ogwumike    | Stanford                      |
| 2015       | Seattle Storm                               | Jewell Loyd        | Notre Dame                    |
| 2016       | Seattle Storm                               | Breanna Stewart    | UConn                         |
| 2017       | San Antonio Stars                           | Kelsey Plum        | Washington                    |
| 2018       | Las Vegas Aces                              | A'ja Wilson        | South Carolina                |
| 2019       | Las Vegas Aces                              | Jackie Young       | Notre Dame                    |
| 2020       | New York Liberty                            | Sabrina Ionescu    | Oregon                        |
| 2021       | New York Liberty                            | Charli Collier     | Texas                         |
| 2022       | Atlanta Dream                               | Rhyne Howard       | Kentucky                      |
| 2023       | Indiana Fever                               | Aliyah Boston      | South Carolina                |
| 2024       | Indiana Fever                               | Caitlin Clark      | Iowa                          |
| 2025       | Dallas Wings                                | Paige Bueckers     | UConn                         |